# Концентратор

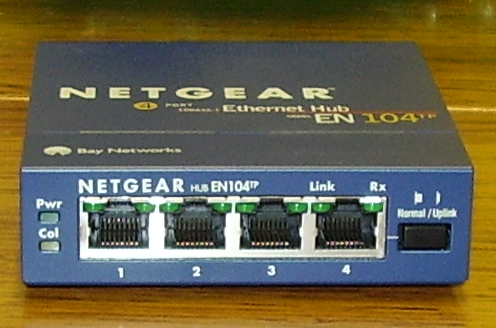
4-портовий концентратор (хаб)

Концентра́тор (багатопортовий повторювач; Hub; від англ. hub — центр діяльності) — пристрій фізичного рівня, з'єднувальний компонент, до якого підключають усі комп'ютери в мережі за топологією «зірка». Пристрій транслює у всі приєднані сегменти мережі пакети даних які він отримує не знаючи де знаходиться їх кінцевий отримувач. Пристрій, який хоче почати передавання у мережі має дочекатись «тиші», щоб почати передавати. Окрім пасивних концентраторів, які не мають живлення, можуть використовуватись активні. Активні концентратори під'єднують до джерела електроенергії; вони можуть підсилювати сигнали і робити сегменти мережі довшими.
Концентратори використовувались для об'єднання по протоколу Ethernet кількох пристроїв локальної мережі у спільний сегмент мережі. Пристрої під'єднують за допомогою скрученої пари, коаксіального кабелю чи оптоволокна.

## Відмова від використання
Починаючи від середини 2000-х зникли з продажу та майже не застосовуються у побудові локальних мереж унаслідок витіснення досконалішим пристроєм — мережевим комутатором (розмовна назва свіч від англ. switch — перемикати). Мережеві комутатори, на відміну від мережевих концентраторів, здатні виділяти кожен під'єднаний порт як окремий сегмент мережі, запам'ятовуючи простір фізичних адрес пристроїв у своїй arp-таблиці, та мають, залежно від моделі, пропускну спроможність мікропроцесора від 200 Мбіт/с до кількох Гбіт/с.[джерело?]